# Karl Höltermann
Karl Höltermann (20 de marzo de 1894, Pirmasens, Renania-Palatinado, Imperio alemán -  Kings Langley, Londres, Inglaterra, 3 de marzo de 1955) fue un político socialdemócrata alemán.

## Biografía

### Primeros años
Höltermann se formó como tipógrafo y se convirtió en miembro del movimiento juvenil de los trabajadores, más tarde el SPD. Después del aprendizaje se fue de viaje al extranjero. De 1915 a 1918 fue soldado en la Primera Guerra Mundial. Desde 1919 trabajó como periodista, y editor en 1920, más tarde editor en jefe del diario socialdemócrata Magdeburger Volksstimme. 1922/1923 fue cofundador de la Autodefensa republicana (Republikanischen Notwerh) en Magdeburgo. En febrero de 1924 cofundó y se convirtió en vicepresidente del Reichsbanner Schwarz-Rot-Gold, antes de convertirse en su presidente interino en diciembre de 1931 como sucesor de Otto Hörsing. En abril de 1932 fue elegido Presidente Federal del Reichsbanner y ofició hasta la prohibición de la asociación en marzo de 1933. Desde julio de 1932 hasta junio de 1933 fue miembro del distrito electoral de Magdeburgo como representante del SPD ante el Reichstag.   

### Resistencia
Debido a su resistencia contra el nacionalsocialismo, tuvo que vivir ilegalmente en Berlín a partir de 1933. Su familia fue arrestada por la Gestapo. A principios de mayo de 1933 logró escapar a Ámsterdam. Höltermann también se quedó temporalmente en Bélgica y el Sarre. En 1934 se emitió una orden de arresto contra él, en ese momento estaba en Londres. En junio de 1935, él y su familia fueron oficialmente expatriados. A lo largo de su emigración, la orden de arresto emitida contra él permaneció vigente. 
En el distrito berlinés de Gropiusstadt, un camino hacia los conocidos políticos de la República de Weimar.

### Familia
Karl Höltermann era el hermano mayor del Secretario de Estado bávaro Arthur Höltermann.

## Cita
El pasaje de un discurso de Höltermann permaneció en un recuerdo especial, ya que la historia era retrospectivamente correcta: 

Los gobiernos van y vienen. [...] ¡Después de Hitler llegamos! Serán nuevamente los republicanos alemanes quienes tendrán que limpiar un montón de mierda. Estamos apuntando para este día!

## Literatura
- Martin Schumacher (Hrsg.): M.d.R. Die Reichstagsabgeordneten der Weimarer Republik in der Zeit des Nationalsozialismus. Politische Verfolgung, Emigration und Ausbürgerung, 1933–1945. Eine biographische Dokumentation. 3., erheblich erweiterte und überarbeitete Auflage. Droste, Düsseldorf 1994, ISBN 3-7700-5183-1.